# Margo Price

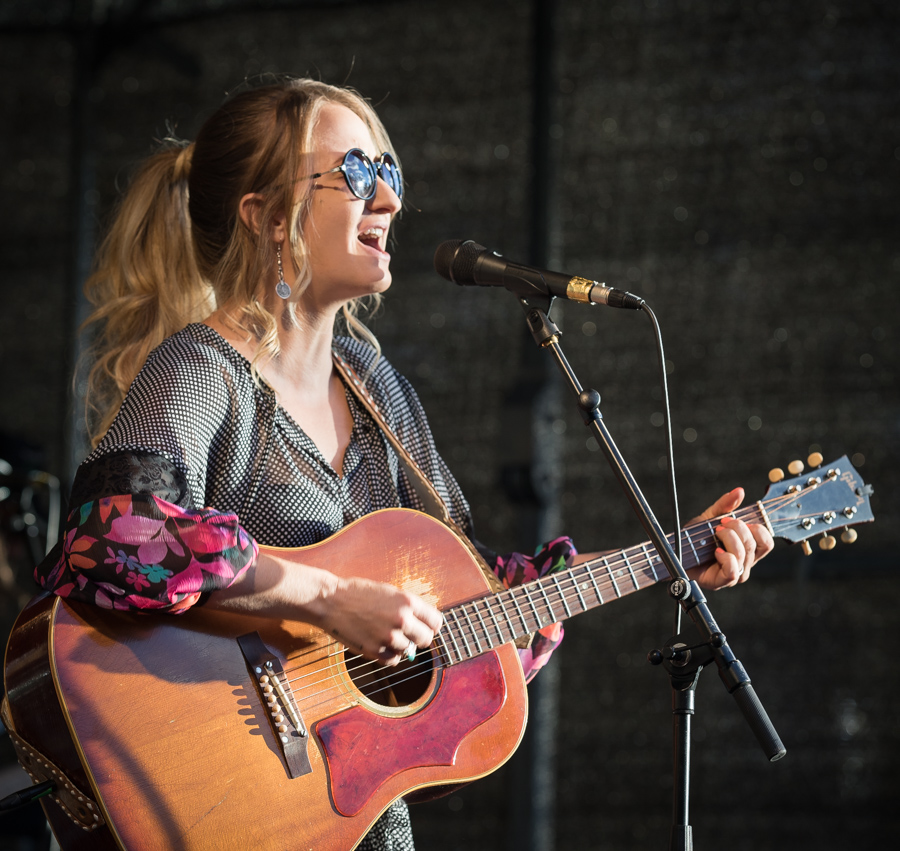
Margo Price beim Piknik i Parken 2017 in Oslo

Margo Rae Price (geboren am 15. April 1983 in Aledo, Illinois) ist eine amerikanische Country-Sängerin und Liedermacherin aus Nashville, Tennessee. Ihr Debüt-Soloalbum Midwest Farmer's Daughter wurde am 25. März 2016 bei Third Man Records veröffentlicht. Im Dezember 2018 wurde Price für die Grammy Awards 2019 für den Grammy Award for Best New Artist nominiert.

## Biografie

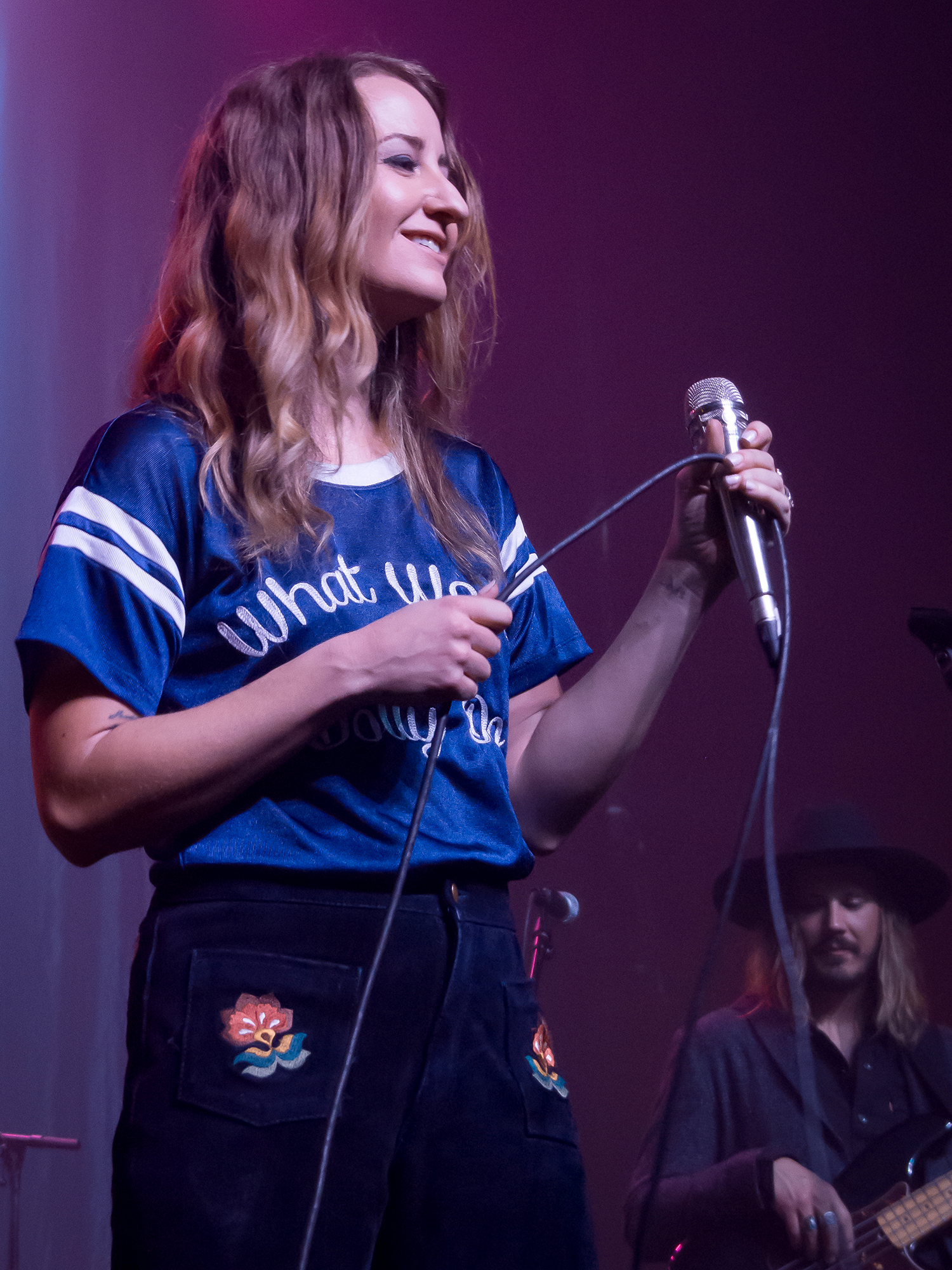
Margo Price, 2018

Price wurde 1983 in der kleinen Stadt Aledo in Illinois geboren und wuchs dort auf. Sie lernte Klavier spielen und sang im Kirchenchor, bevor sie an der Northern Illinois University Tanz und Theater studierte. Im Jahr 2003 brach sie das Studium im Alter von 20 Jahren ab und zog nach Nashville, Tennessee, um Musik zu machen. In Nashville arbeitete Price in einer Reihe von Jobs, unter anderem als Kellnerin und Tanzlehrerin für Kinder. Gemeinsam mit ihrem Ehemann, dem Gitarristen Jeremy Ivey, war sie Teil der politischen Band Secret Handshake und gründete später mit ihm erst die Band Buffalo Clover und später Margo and the Pricetags. Sturgill Simpson und Kenny Vaughan, der langjährige Gitarrist in Marty Stuarts Band, waren beide zu verschiedenen Zeiten in der Besetzung. 2014 wurde Price in die Liste „Country Artists You Need to Know“ des Rolling Stone Country aufgenommen.
Das Debüt-Soloalbum Midwest Farmer's Daughter wurde am 25. März 2016 bei dem Label Third Man Records von Jack White veröffentlicht. Am 9. April 2016 war Margo Price als musikalischer Gast bei der Show Saturday Night Live, kurz darauf trat sie im britischen Fernsehen bei Later... mit Jools Holland auf und es folgten weitere Auftritte im Radio und Fernsehen. 2017 folgte nach einer EP mit dem Titel Weakness mit All American Made das zweite Album, auf dem auch Willie Nelson einen Gastbeitrag sang. Beide Alben konnten sich in den US-Country-Charts, den US-Indie-Charts sowie den regulären Billboard 200-Charts platzieren, in den britischen Countrycharts stiegen beide Alben jeweils auf die Spitzenposition und neben Konzertreisen 2016 und 2017 trat Price 2017 auf dem Glastonbury Festival auf.

## Nominierungen und Auszeichnungen
| Jahr | Auszeichnung                    | Kategorie                        | Nominiertes Werk          | Ergebnis  |
| ---- | ------------------------------- | -------------------------------- | ------------------------- | --------- |
| 2016 | Americana Music Honors & Awards | Emerging Artist of the Year      | Margo Price               | gewonnen  |
| 2016 | Americana Music Honors & Awards | Song of the Year                 | "Hands of Time"           | nominiert |
| 2016 | Ameripolitan Music Awards       | Honky Tonk Female                | Margo Price               | gewonnen  |
| 2017 | UK Americana Awards             | International Album Of The Year  | Midwest Farmer's Daughter | nominiert |
| 2017 | UK Americana Awards             | International Song Of The Year   | "Hands of Time"           | gewonnen  |
| 2017 | UK Americana Awards             | International Artist Of The Year | Margo Price               | nominiert |
| 2017 | American Music Prize            | Best Debut Album                 | Midwest Farmer's Daughter | gewonnen  |
| 2017 | Americana Music Honors & Awards | Artist of the Year               | Margo Price               | nominiert |
| 2018 | Americana Music Honors & Awards | Album of the Year                | All American Made         | nominiert |
| 2018 | Americana Music Honors & Awards | Song of the Year                 | "A Little Pain"           | gewonnen  |
| 2019 | Grammy Awards 2019              | Best New Artist                  | Margo Price               | nominiert |

## Diskografie
mit Buffalo Clover
- Pick Your Poison (2010)
- Low Down Time (2011)
- Test Your Love (2013)

### Soloalben
| Jahr | Titel                         | Höchstplatzierung, Gesamtwochen, AuszeichnungChartplatzierungen (Jahr, Titel, Platzierungen, Wochen, Auszeichnungen, Anmerkungen) | Höchstplatzierung, Gesamtwochen, AuszeichnungChartplatzierungen (Jahr, Titel, Platzierungen, Wochen, Auszeichnungen, Anmerkungen) | Höchstplatzierung, Gesamtwochen, AuszeichnungChartplatzierungen (Jahr, Titel, Platzierungen, Wochen, Auszeichnungen, Anmerkungen) | Höchstplatzierung, Gesamtwochen, AuszeichnungChartplatzierungen (Jahr, Titel, Platzierungen, Wochen, Auszeichnungen, Anmerkungen) | Anmerkungen                                              |
| Jahr | Titel                         | CH | UK | US | Country | Anmerkungen                                              |
| ---- | ----------------------------- | --- | --- | --- | --- | -------------------------------------------------------- |
| 2016 | Midwest Farmer’s Daughter     | — | — | US189 (1 Wo.)US | Country10 (25 Wo.)Country | Erstveröffentlichung: 25. März 2016 Third Man Records    |
| 2017 | All American Made             | — | UK86 (1 Wo.)UK | US89 (1 Wo.)US | Country12 (1 Wo.)Country | Erstveröffentlichung: 20. Oktober 2017 Third Man Records |
| 2020 | That’s How Rumors Get Started | — | UK95 (1 Wo.)UK | US151 (1 Wo.)US | Country17 (1 Wo.)Country | Erstveröffentlichung: 10. Juli 2020 Third Man Records    |
| 2023 | Strays                        | CH82 (1 Wo.)CH | — | — | Country30 (1 Wo.)Country | Erstveröffentlichung: 13. Januar 2023 Third Man Records  |

Weitere Soloalben
- Live At Rough Trade East (Live-Album, 2016, Third Man Records)
- Weakness (EP, Juli 2017, Third Man Records)

## Belege
1. 1 2 3 4 5  Stephen Thomas Erlewine: Margo Price auf allmusic.com; abgerufen am 20. Februar.
2. ↑  Duncan Cooper: Country’s Next Star, Margo Price, Debuts “Hurtin’ on the Bottle”. 3. Dezember 2015; abgerufen am 20. Februar.
3. ↑  Marissa R. Moss 10 New Artists You Need to Know: Fall 2014. Rolling Stone, 17. November 2015; abgerufen am 20. Februar.
4. ↑  UK Americana Awards 2017 winners announced. 4. Februar 2017, abgerufen am 19. Juni 2019.
5. ↑  Margo Price Wins American Music Prize - Pitchfork. In: pitchfork.com. Abgerufen am 20. Oktober 2017.
6. ↑  Angela Stefano:  2017 Americana Music Awards Nominees — Full List In: The Boot, 9. Mai 2017
7. ↑  Americana Announces 2018 Honors & Awards Nominees | AmericanaMusic.org. In: americanamusic.org. Abgerufen am 19. Juni 2019.
8. ↑  Chartquellen: CH UK US